# Gelnhausen
Gelnhausen – miasto powiatowe w Niemczech, w kraju związkowym Hesja, w rejencji Darmstadt, siedziba powiatu Main-Kinzig.

## Historia
Gelnhausen zostało założone przez Fryderyka I Barbarossę w roku 1170, który zjednoczył trzy znajdujące się tu osady, otoczył je murem i nadał im status wolnego miasta. Miejsce to zostało wybrane z powodu istniejącego tutaj skrzyżowania Via Regia, dróg królewskich pomiędzy Frankfurtem nad Menem a Lipskiem i kilku innych ważnych szlaków handlowych. W tym samym czasie Gelnhausen uzyskało prawa miejskie, a zamek został wzniesiony na wyspie położonej na rzece Kinzig. Władca zagwarantował nowemu miastu przywileje targowe, które zobowiązywały przejeżdżających kupców do wystawiania swoich towarów w mieście przez trzy dni.
Odtąd Gelnhausen stało się kwitnącym miastem i reprezentantem związku 16 miast regionu Wetterau. Jednakże koniunktura nie trwała długo, gdyż w 1326, kiedy Ludwik IV Bawarski oddał miasto w zastaw grafom Hanau. W 1349 graf Gunter ze Schwarzburga wybrany wcześniej przez stronnictwo Wittelsbachów na antykróla, dostał Gelnhausen od swojego przeciwnika, Karola IV Luksemburskiego w zamian za zrzeczenie się roszczeń o urząd króla. W 1435 miasto nabyte zostało przez elektora Palatynatu Reńskiego, Ludwika III Wittelsbacha.
Gelnhausen będąc splądrowane podczas wojny trzydziestoletniej jak opisywał Hans Jakob Christoffel von Grimmelshausen w swojej noweli „Der abenteuerliche Simplicissimus Teutsch” stało się prawie opustoszałe. Rozmaita władza kontynuowała próby zlikwidowania statusu Gelnhausen jako wolnego miasta Rzeszy, jednak ostatecznie nie udało się to. W trakcie mediatyzacji niemieckiej w 1803 miasto stało się częścią Hesji-Kassel, które po wojnie siedmiotygodniowej zostało przyłączone do Królestwa Prus. W tym czasie sytuacja Gelnhausen całkowicie wyzdrowiała i wraz z ożywieniem gospodarczym miasto stało się centrum niemieckiego przemysłu gumowego. Od lat 30. XX wieku Gelnhausen było miastem garnizonowym niemieckiego Wehrmachtu, a po drugiej wojnie światowej armii Stanów Zjednoczonych.

## Współpraca
Miejscowości partnerskie:
- Clamecy, Francja
- Marlengo, Włochy
- Renchen, Badenia-Wirtembergia

## Transport
Gelnhausen leży wzdłuż autostrady A66. Znajduje się tutaj również główna linia kolejowa między Frankfurtem nad Menem a Fuldą, której pociągi zatrzymują się w mieście.

## Zabytki
- Kościół mariacki (Marienkirche) - z XII w., najcenniejszy zabytek i symbol miasta
- Palatium (Kaiserpfalz) - zamek wzniesiony przez Fryderyka I w 1170 na wyspie na rzece Kinzig, położonej na południowy wschód od miasta. Jego fundamenty są wspierane przez 12 tys. kłód. Jest on jednym z najlepiej zachowanych palatiów architektury kamiennej tej epoki
- Kościół katolicki św. Piotra (St. Peter) - z XIII w. Plany wzniesienia kościoła wewnątrz miasta spowodowały konflikt z klasztorem Selbold (dzisiejsze Langenselbold), który obejmował duszpasterski patronat nad Gelnhausen. Spór nasilił się w takim stopniu, że musiał być rozwiązany przez papieża Grzegorza IX, ten przychylił się zakonowi. Od XIII do XV wieku kościół wykorzystywany był do ślubów, chrztów i pogrzebów. Po reformacji budynek stał się własnością miasta. Następnie został zburzony i sprzedany w 1830 lokalnemu kupcowi. Po zniszczeniu drugiej wieży zbudowano na jej miejscu fabrykę cygar. W 1920, Katolicka Wspólnota Gelnhausen (Katholische Gemeinde Gelnhausen) wykupiła kościół i restaurowała go przez około 18 lat. Końcowe odnowienie miało miejsce w latach 1982–1983. Kościół jest utrzymany w stylach romańskim i gotyckim.

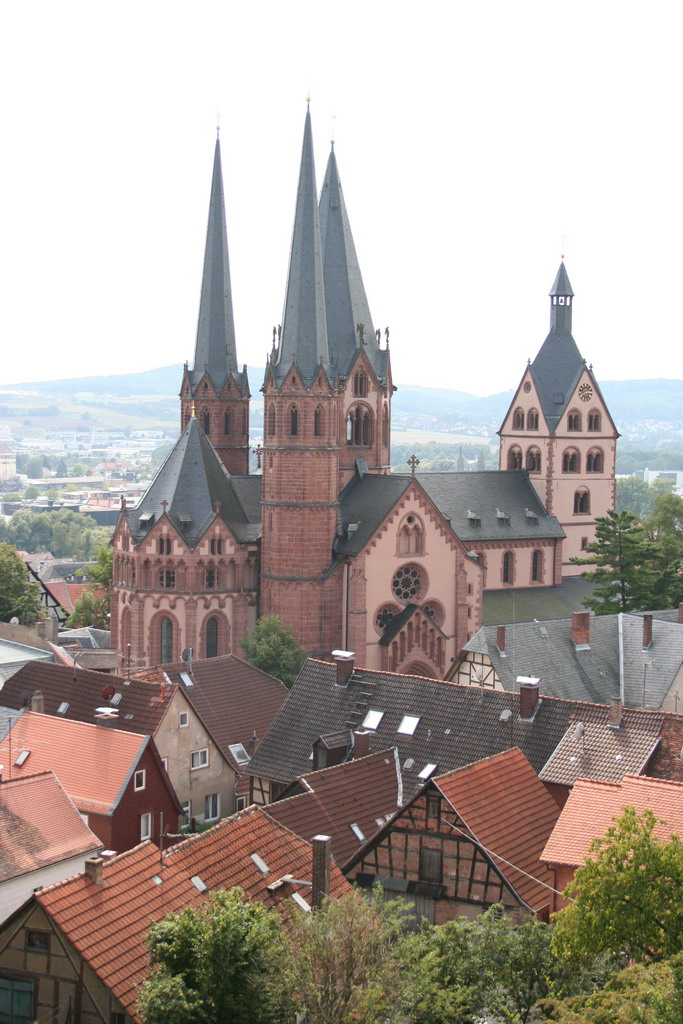
Kościół mariacki (Marienkirche)
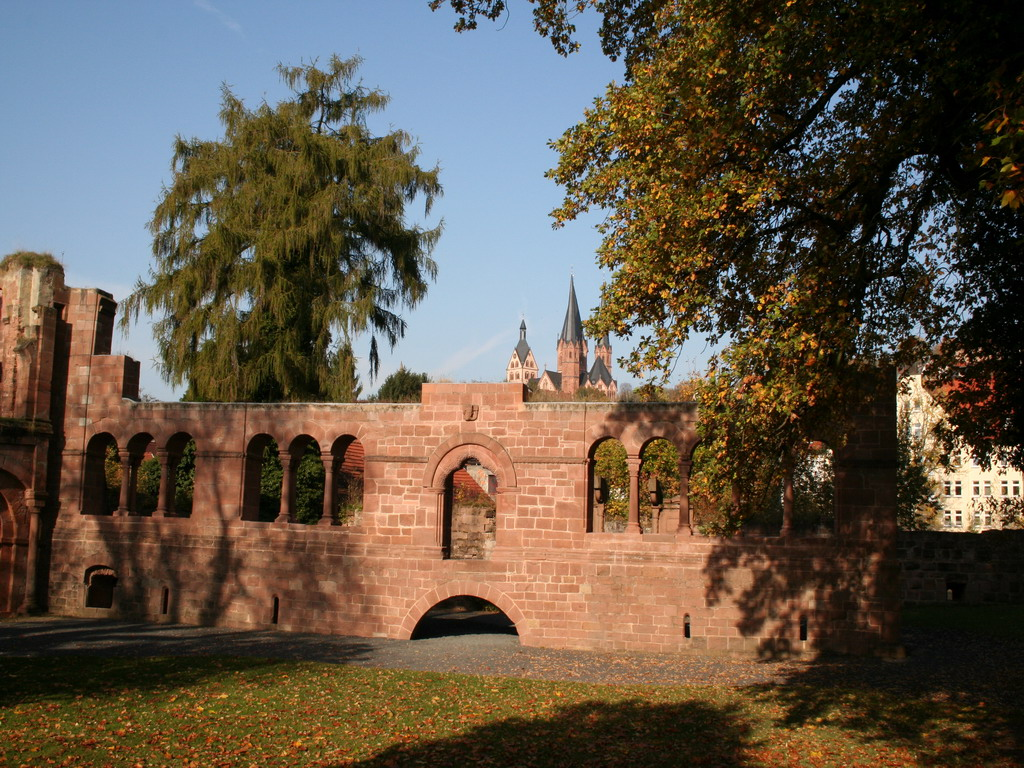
Palatium (Kaiserpfalz)
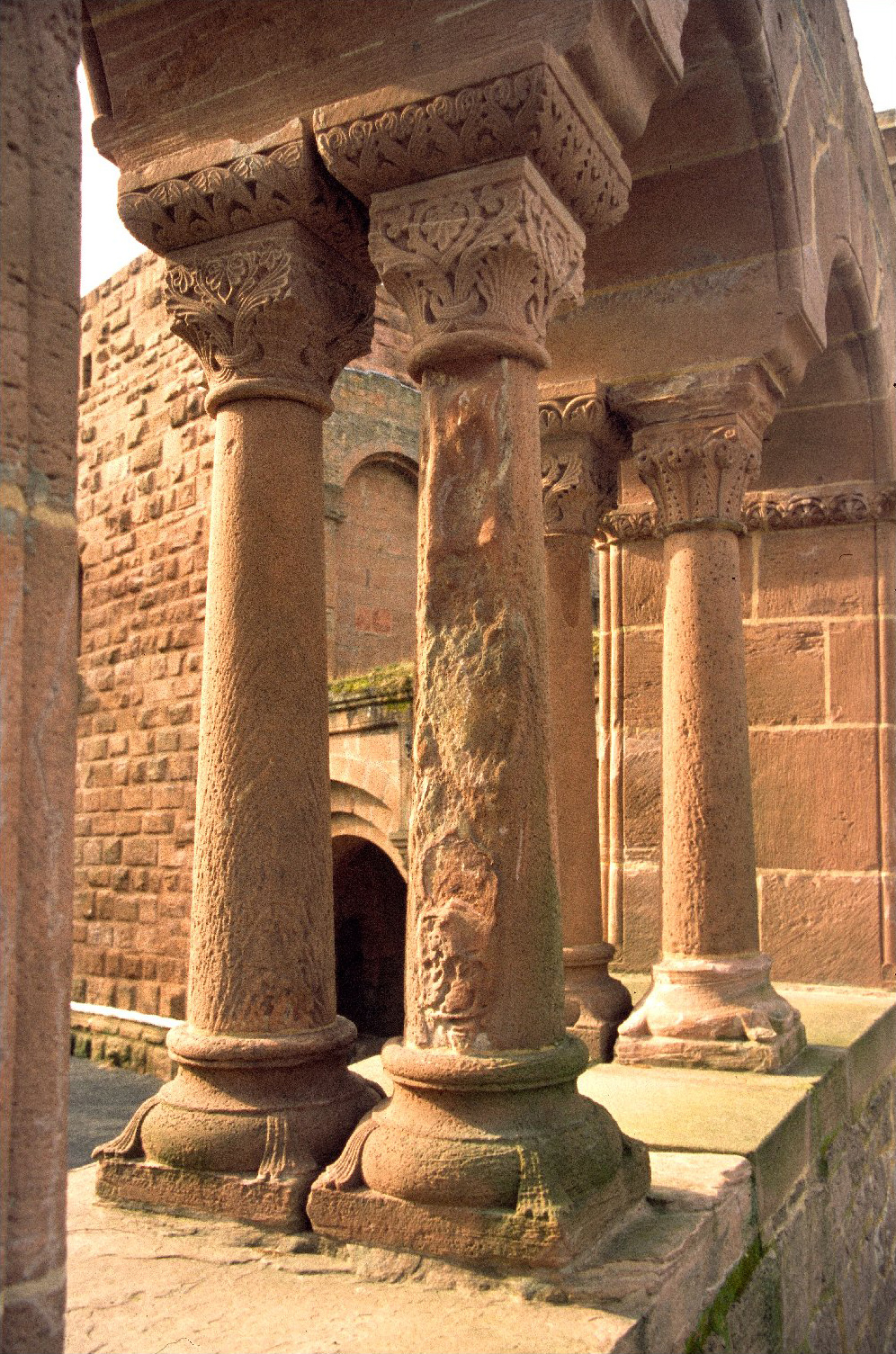
Palatium, zachowane kolumny
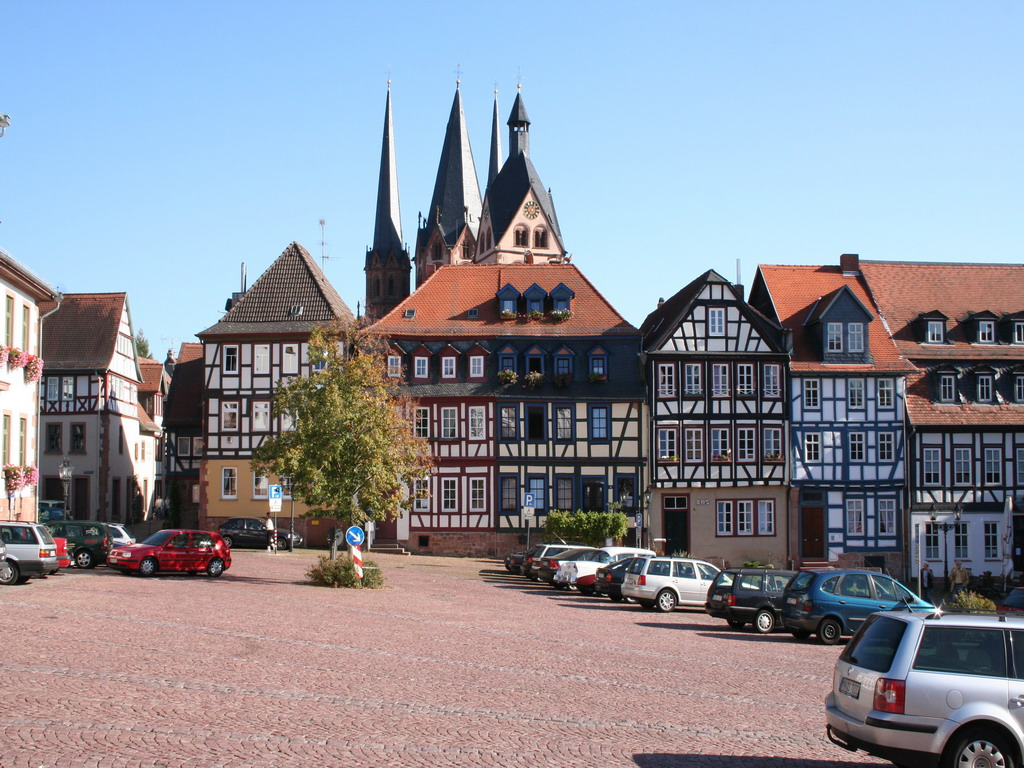
Rynek

## Populacja

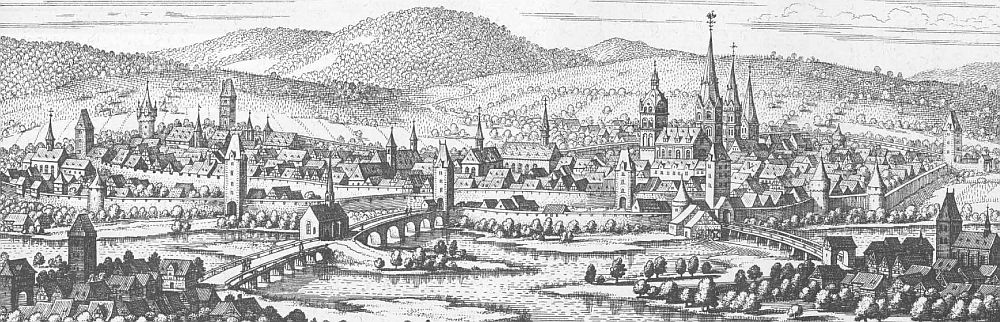
Panorama Gelnhausen, Matthäus Merian, 1655 r.

(dane z 31 grudnia każdego roku)
- 1998 – 21 656
- 1999 – 21 750
- 2000 – 21 799
- 2001 – 21 835
- 2002 – 21 670
- 2003 – 21 773
- 2004 – 21 808
- 2006 – 21 763
- 2011 – 21 565
- 2012 – 21 912